# 1931年の宝塚歌劇公演一覧
本項目では、1931年の宝塚歌劇公演一覧（1931ねんのたからづかかげきこうえんいちらん）について示す。

## 一覧
（）内は、作者または演出者名。

### 宝塚公演

#### 月組
- 1月1日 - 1月31日　宝塚大劇場
  - 『中將姫』（富澤尚一、阪東のしほ）
  - 『奴道成寺』（水田茂）　　
  - 『セニヨリータ』（白井鐵造）

#### 雪組
- 2月1日 - 2月28日　宝塚大劇場	
  - 『六地蔵』（坪内士行）　　
  - 『裸山の一夜』（楳茂都陸平）　
  - 『坊主金平』（久松一聲）　
  - 『セニヨリータ』（白井鐵造）

#### 花組
- 3月1日 - 3月31日　宝塚大劇場	
  - 『沈鐘』（宇津秀男）
  - 『檢非違使』（坪井正直）　
  - 『キヤシイードラル』（岩村和雄）　
  - 『筑波太鼓』（久松一聲）
  - 『ジヤニンヌ』（白井鐵造）

#### 月組
- 4月1日 - 4月30日　宝塚大劇場	
  - 『變化雛』（坪内士行、宇津秀男）
  - 『小袖物狂』（小野晴通）　　
  - 『ミス・上海』（岸田辰彌、白井鐵造、岩村和雄、モンタニー、竹原光三）

#### 雪組
- 5月1日 - 5月31日　宝塚大劇場	
  - 『楠木正成』（堀正旗）　　
  - 『コンテス・マリツツア』（岩村和雄）　　
  - 『鳥羽僧正』（坪井正直、宇津秀男）　　
  - 『ミス・上海』（岸田辰彌、白井鐵造、岩村和雄、竹原光三）

#### 花組
- 6月1日 - 6月30日　宝塚大劇場	
  - 『春日藤縁起』（高田由男、竹原光三）　　
  - 『チヤツプリンの空中旅行』（平井房人、宇津秀男）　　
  - 『明治風聞記』（富澤尚一、水田茂）　　
  - 『若人の夢』（岩村和雄）

#### 月組
- 7月1日 - 7月31日　宝塚大劇場	
  - 『良辨杉』（小野晴通）
  - 『短波長發信機』（竹原光三）　　
  - 『鞠爭ひ』（久松一聲）　　
  - 『世界の花嫁』（宇津秀男）

#### 雪組
- 8月1日 - 8月31日　宝塚大劇場	
  - 『蝶々さん』（坪内士行）　
  - 『明治から昭和』（秋村豊、阪東のしほ、水田茂、白井鐵造）　　
  - 『壷の小町』（久松一聲）　
  - 『ローズ・パリ』（白井鐵造）

#### 花組
- 9月1日 - 9月30日　宝塚大劇場	
  - 『鳥羽僧正』（坪井正直、宇津秀男）
  - 『レツドサークル』（岩村和雄）
  - 『下駄田樂』（久松一聲）　　　
  - 『ローズ・パリ』（白井鐵造）

#### 月組
- 10月1日 - 10月31日　宝塚大劇場	
  - 『ユングハイデルベルヒ』（堀正旗）　　
  - 『紅葉狩』（水田茂）　
  - 『ライラツクタイム』（白井鐵造）　　
  - 『かたきうち』（岸田辰彌、阪東のしほ、水田茂、白井鐵造）

#### 雪組
- 11月1日 - 11月30日　宝塚大劇場	
  - 『歌垣の森』（坪井正直）　
  - 『シヤンソン・ダムール』（白井鐵造）　　
  - 『大阪城』（小野晴通）　　
  - 『ジヤンダーク』（宇津秀男、竹内平吉、中谷辰次郎）

#### 花組
- 12月1日 - 12月28日　宝塚中劇場	
  - 『那須野』（坪内士行）
  - 『血液型』（竹原光三）
  - 『古波陀乙女』（首藤嘉子）
  - 『トウレシツク』（岩村和雄）　　
  - 『蕎麥屋高尾』（久松一聲）

### 東京公演

#### 雪組
- 3月24日 - 4月7日　新橋演舞場
  - 昼公演
    - 『坊主金平』（久松一聲）
    - 『じゃがたら文』（小野晴通）
    - 『セニョリータ』（白井鐵造）

  - 夜公演
    - 『六人僧』（竹原光三）
    - 『お夏笠物狂』（久松一聲）
    - 『セニョリータ』（白井鐵造）

#### 月組
- 6月5日 - 6月14日　新橋演舞場
  - 『シャクンタラ姫』（岸田辰彌）
  - 『とくさ刈』（楳茂都陸平）
  - 『ミス・上海』（岸田、白井、岩村、モンタニー、竹原合同）

- 6月15日 - 6月25日　新橋演舞場
  - 『玉蟲祈願』（小野晴通）
  - 『妙道成寺』（水田茂）
  - 『ミス・上海』（岸田、白井、岩村、モンタニー、竹原合同）

#### 花組
- 10月6日 - 10月16日　新橋演舞場
  - 『下駄田楽』（久松一聲）
  - 『鳥羽僧正』（坪井正直、宇津秀男）
  - 『ローズ・パリ』（白井鐵造）

- 10月17日 - 10月27日　新橋演舞場
  - 『マスコット』（岩村和雄）
  - 『筑波太鼓』（久松一聲）
  - 『ローズ・パリ』（白井鐵造）

### 宝塚・東京以外の公演
- 雪組　3月14日・15日　大阪・中央公会堂

- 雪組・舞専・声専　3月20日・21日　岐阜

- 雪組　6月15日　大阪・中央公会堂

- 月組・舞専・声専　11月14日・15日　加古川劇場

- 月組・舞専・声専　12月1日 - 12月3日　大阪・朝日会館

- 合同　12月5日・6日　大阪・朝日会館
  - 『六人僧』（竹原光三）
  - 『望月』
  - 『セ・ケルケショーズ』（岩村和雄）
  - 『ローズ・パリ』（白井鐵造）
  - 『獨唱合唱』